# Giáo hoàng Piô XI
Giáo hoàng Piô XI (tiếng Latinh: Pius XI, tiếng Ý: Pio XI) là vị Giáo hoàng thứ 259 của Giáo hội Công giáo Rôma. Theo niên giám tòa thánh năm 2003 xác định ngày đắc cử Giáo hoàng là ngày 6 tháng 2 năm 1922, ngày khai mạc chức vụ mục tử đoàn chiên Chúa là ngày 12 tháng 2 và kết thúc triều đại của mình vào ngày 10 tháng 2 năm 1939.
Ông thường được xưng hô là Apostolicus (Giáo hoàng truyền giáo), ông giành lấy quyền chỉ huy tối cao và trực tiếp trong sứ vụ này.
Ông khuyến khích việc giáo dục Kitô giáo, tố cáo những việc làm quá đáng của các chủ nghĩa đương thời. Ông dàn xếp với Mussolini về vấn đề Rôma với việc ký Hiệp ước Latêranô, khai sinh Thánh đô Vatican, chống lại chủ nghĩa quốc xã. Thánh nữ Têrêsa Hài Đồng Giêsu được ông tuyên phong có ảnh hưởng mạnh trong cuộc sống thiêng liêng của ông.

## Trở thành linh mục
Giáo hoàng Piô XI tên thật là Ambrogio Damiano Achille Ratti, sinh tại Desio, Milan ngày 31 tháng 5 năm 1857. Ratti sinh ra trong một gia đình các nhà công nghiệp Lombarđi. Cha ông là Phanxicô Ratti quê ở Saromo, miền Alta Brianza và mẹ ông là Têrêsa Galli. Ông là con út trong gia đình có bốn người con, ba anh ông là Carolo, Eduardc và Fermo. Mẹ ông là một người rất đạo đức và đã truyền dạy cho ông những lời giáo huấn hết sức khôn ngoan và những đức tính sau này.
Ông vào học tại trường học của nhà xứ do Linh mục Volontieri giảng dạy. Năm 1867, mới 10 tuổi ông đã vào học tại tiểu chủng viện Seveso rồi Monza. Năm 1874, ông vào trường dòng ba Phanxicô.
Năm sau, ông vào đại chủng viện Milanô theo khoa thần học. Sau ba năm, Achille ra giảng dạy Latinh và toán học tại chủng viện một năm. Năm 1879, ông vào học viện Lombarđi ở Rôma.
Ông thụ phong linh mục ngày 20 tháng 12 năm 1879 ở Vương cung thánh đường Thánh Gioan Latêranô. Hôm sau, ông làm lễ mở tay tại nhà thờ thánh Carolo của người Lombardie. Sau khi được thụ phong linh mục, ông theo học tại Đại học đường các linh mục Dòng Tên. Ông lấy bằng tiến sĩ giáo luật. Sau đó là hai bằng tiến sĩ thần học ở đại học đường Sapientia và Hàn lâm thánh Tômasô do Giáo hoàng Lêô XIII mới thiết lập. Sau đó, ông làm quyền linh mục chính xứ trong ba tháng.
Đầu năm 1882, Ratti trở về Milan được bổ làm giáo sư tại đại chủng viện giảng dạy môn luân lý và phần thần học định lý. Ông trở về với những người dâng mình cho Chúa của thánh Carôlô Borrômêô ít lâu sau khi ông được bổ nhiệm vào thư viện Ambrôsiô vào tháng 11 năm 1888. Nguyên thư viện này do thánh Charles Borromée sáng lập năm 1609. Năm 1907, ông làm trưởng thư viện Ambrôsiô, thay thế Antonio Maria Ceriani. Ông giữ nhiệm sở này cho đến năm 1912. Ông thực hiện công việc đổi mới và sắp xếp thư viện xưa. Những việc làm này làm cho công đồng những người thông thái chú ý đến ông. Ông cho xuất bản nhiều tập khảo cứu về lịch sử rất có giá trị. Các nghiên cứu của ông trong thời gian này quay sang đời sống và công việc của thánh Carôlô Borrômêô, cũng như giáo phận Milanô.
Năm 1912, Giáo hoàng Piô X gọi ông về Rôma làm việc tại Thư viện Vatican. Năm 1914, Giáo hoàng Biển Đức XV bổ nhiệm ông làm tổng thủ thư Thư viện Vatican thay thế tu sĩ dòng Tên Franz Ehrle. Tuy nhiên, Ratti vẫn giữ công việc quản thủ thư viện Ambrôsiô.
Trong vòng 30 năm, ông làm linh hướng dòng Đức Bà tiệc ly. Ông coi sóc đời sống thiêng liêng các nữ tu và giảng tĩnh tâm cho những người đủ mọi giai cấp vào tĩnh dưỡng. Ngoài ra ông còn giữ chức tuyên uý Hội Con cái Đức Mẹ và Hội Nữ thanh niên Công giáo Milan. Ông cũng lập hội các nữ giáo viên Công giáo.
Achille cũng là một trong những người ưu thích leo núi. Trong thời giam làm linh mục, ông đã trèo lên nhiều đỉnh núi cao của Dãy Anpơ và là một trong những người đã chinh phục đỉnh Mont Rose Dufour. Ông đã có nhiều khám phá trong những lần leo núi và tên của ông được đặt cho một con đường hiểm hóc trên dãy Anpơ mà ông đã khám phá ra.

## Giám mục Milan
Đầu tháng 2 năm 1921, Hồng y Ferrari, Tổng Giám mục Milan qua đời. Tháng 5 năm 1921, ông được Giáo hoàng Biển Đức XV bổ nhiệm làm  Giám mục Ratti đã lo lắng về trách nhiệm và công việc nặng nề những cuối cùng ông cũng chấp nhận. Trước khi ông kết thúc nhiệm kỳ sứ thần tại Ba Lan ông đã được chính phủ Ba Lan tặng huy chượng hạng nhất "Bạch điểu" cho những đóng góp đặc biệt của ông trong thời gian tại Ba Lan.
Trong phiên họp cơ mật ngày 13 tháng 6, Giáo hoàng Biển Đức XV đã hỏi ý kiến các hồng y về việc đặt Giám mục Ratti lên làm hồng y. Ngày 15 tháng 6, ông đã nhận mũ hòng y cùng với các hồng y Laurenti và Tacci tại Vatican.
Trước khi về Milan nhận chức Tổng Giám mục, ông đã dành một tháng ở dòng Mont Cassin để tĩnh tâm và đến viếng thăm Hang Đức Mẹ Lộ Đức (Pháp). Tuy nhiệm kỳ Giám mục tại Milan của ông ngắn ngủi chưa đầy 5 tháng, nhưng những công việc mà ông đã khởi sự trong thời gian này sẽ có ảnh hưởng quan trọng đến chương trình của vị Giáo hoàng tương lại.
Trong vòng 5 tháng, ông đã dành thời gian để tới thăm các nhà dòng, nhà trường, bệnh viện, nhà tù, các cơ sở từ thiện và khắp các giáo họ trong giáo phận. Đối với những người công nhân ở Milan ông nói: "Chúng con hãy đến với cha. Cha ước ao đi thăm từng người chúng con. Nhưng công việc cha còn bề bộn lắm, chưa thể thực hành đều ước vọng đó. Phần chúng con, chúng con có thể, chúng con hãy đến cùng cha. Không ai dám làm ngăn trở chúng con đâu. Cửa nhà cha luôn rộng mở mà đón chúng con".
Ông cũng đã chấn chỉnh lại Hội Công giáo tiến hành tại Milan. Các quyết định do chính ông khởi xướng đã được gửi tới khắp xứ Lombardie khởi xướng cho việc hành động của giáo dân cùng cộng tác với hàng giáo sĩ về những vấn đề xã hội.

## Giáo hoàng

### Bầu cử

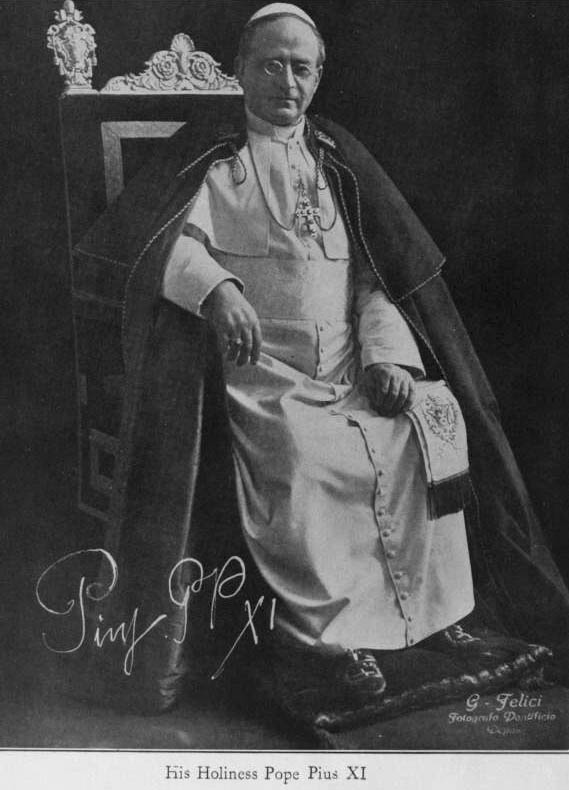
Đức Giáo hoàng Piô XI

Ngay 22 tháng 1, Giáo hoàng Biển Đức XV qua đời. Cuộc bầu Giáo hoàng năm 1922 được coi là cuộc tranh cử giữa hai nhân vật nổi bật trong Giáo triều Rôma: một bên là Hồng y "bảo thủ" Merry del Val cựu tổng trưởng ngoại giao của cố Giáo hoàng Piô X, bên kia là Hồng y "cấp tiến" Gasparri. Bởi thế, cuộc bầu cử kéo dài 5 ngày.
Sau đợt bỏ phiếu lần thứ 14 (lần bầu lâu nhất thế kỉ 20) mới chọn được Hồng y Achille Ratti - của thành Milan và ông lên làm Giáo hoàng. Lý do các hồng y chọn hồng y Ratti là để nhằm tiếp tục theo đuổi công cuộc lo cho thế giới hòa bình sau cuộc đại chiến mà Giáo hoàng Biển Đức đã khởi sự. Những thành công của ông trong thời gian làm sứ thần tại Ba Lan đã giúp ông giành thắng lợi. Khi được hỏi có bằng lòng nhận chức vụ Giáo hoàng không? Ông trả lời: "Để người ta không thể bảo tôi là cưỡng thánh ý Chúa, để người ta không thể bảo tôi là không biết quý trọng việc bầu cử của các Ngài, thì dù tôi không đáng, tôi cũng xin lĩnh nhận .
Ông nhận tông hiệu là Piô XI với lý do ông đã sinh ra và đi tu trong nhiệm kỳ của Giáo hoàng Piô IX, đã được Giáo hoàng Piô X gọi đến Rôma và cuối cùng Piô có nghĩa là hòa bình để tiếp tục sứ mệnh của cố giáo hoàng Biển Đức XV.
Trong lần bầu cử này, các vị Hồng y Hoa Kỳ không tham dự được vì họ đã không tới Rôma trước 10 ngày khi cuộc bỏ phiếu bắt đầu diễn ra.

### Công cuộc truyền giáo
Giáo hoàng khai triển công cuộc truyền giáo, trong một tinh thần độc lập đối với tất cả mọi thành kiến về chủng tộc hay chính trị. Ông còn được gọi là "Giáo hoàng truyền giáo", vì ông rất quan tâm đến việc thiết lập chủng viện đào tạo những nhà truyền giáo tương lai.
Trong một bài giảng của mình ông nói:
| “                                                               | "Ta trông thấy một cái cảnh tượng lộng lẫy uy linh. Tức là hàng nghìn vạn vị thừa sai hi sinh đi mở đạo. Hàng nghìn vạn vị tử đạo đã đổ máu đào ra tưới luống đất mình vừa cày lên. Hàng nghìn vị nữ tu đem tấm thân trinh khiết cộng tác vào công việc các vị thừa sai. Nhưng thương ôi! Ta cũng thấy cái cảnh tượng não nùng: hàng triệu nhân linh còn phải hư mất, còn chưa được hưởng ơn Chúa cứu chuộc! còn từng đàn đông đúc như xứ Phi châu, nước Trung Hoa, đang chờ đợi nghe lời phúc âm...Chớ gì Chúa ban cho ta được dùng hết phần sống còn lại mà lo việc cứu vãn những linh hồn đông đúc đang chờ đợi ấy." | ” |
| — Bài giảng Lễ Chúa Thánh Thần hiện xuống tại Vatican năm 1922. | |   |

Vì muốn chiếu cố đến việc xích lại gần với Đông phương Kitô giáo, ông đã nới rộng hết sức Học viện Giáo hoàng Đông phương, thành lập một chủng viện Nga và dễ dãi đối với các phụng vụ Đông phương.
Giáo hoàng Piô XI củng cố vai trò Bộ truyền giáo, tổ chức triển lãm các thành quả truyền giáo (1925), thiết lập ngày Khánh Nhật truyền giáo (chúa nhật thứ ba tháng 10) và đặt thánh Têrêsa Hài Đồng làm bổn mạng các xứ truyền giáo. Thông điệp Rerum Ecclesiae 1926 nói rõ lập trường của ông: phải có hàng giáo sĩ địa phương để tự đảm trách Giáo hội mình. Ông loan báo đã đến lượt Giáo hội địa phương phải đảm nhận sứ vụ truyền bá phúc âm: "Hiền đệ hãy nhớ rằng việc chính yếu của hiền đệ là đào tạo hàng giáo sĩ bản quốc, bởi vì chỉ vài năm nữa sẽ không còn có thừa sai người Âu ở Á châu nữa".
Để cổ vũ việc truyền giáo, ông quy định Hội giảng đạo mỗi tuần góp 1xu để giúp vào việc truyền bá đức tin. Hội Dục Anh tìm rửa tội cho các trẻ em nhà ngoại đạo, Hội Thánh Phêrô tông đồ chịu phí tổn đào tạo giáo sĩ trong các chủng viện ở xứ truyền giáo, Hội Giáo sĩ thừa sai cổ động hàng giáo sĩ bên Tây chú ý đến việc truyền giáo. Các hội đó (trừ hội Dục Anh) ở bên ngoài Rôma đều được ông truyền đem về Rôma và ủy thác cho các vị tổng trưởng và tổng thư ký Bộ truyền giáo trông coi.
Ông lưu tâm đến Đông Phương: tấn phong Giám mục Trung Quốc và Giám mục Nhật Bản đầu tiên. Ngày 28 tháng 10 năm 1926, Giáo hoàng Piô XI đích thân tấn phong sáu Giám mục Trung Quốc và ngày 30 tháng 10năm1928, Nhật Bản có Giám mục tiên khởi. Ấn Độ có Giám mục tiên khởi 1923.
Ngày 20 tháng 5 năm 1925, Giáo hoàng Piô XI ban tông thư "Ex Officio Supremo", tuyên bố lập tòa khâm sứ tòa thánh tại Đông Dương và Xiêm La, trụ sở ở Việt Nam đặt tại Huế. Đồng thời ông cũng cử Giám mục Costantino Ayuti làm khâm sứ đầu tiên.
Tại Rôma ngày 11 tháng 6, năm 1933, Giáo hoàng Piô XI đã tấn phong linh mục Gioan Baotixita Nguyễn Bá Tòng làm Giám mục tiên khởi của Việt Nam.

### Công giáo tiến hành

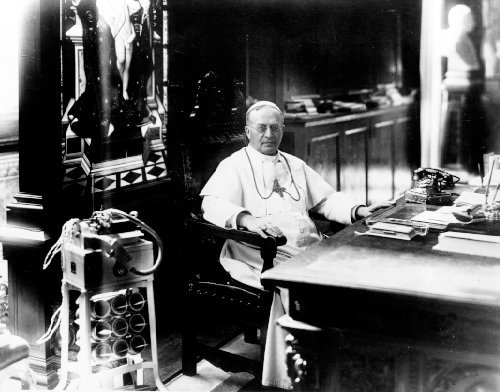
Giáo hoàng Piô XI ngồi bàn làm việc.

Ông là người đã đặt nền tảng cho phong trào Công giáo Tiến hành, phát triển công cuộc truyền giáo độc lập với mọi thành kiến. Nhiều lần ông đã gọi Công giáo tiến hành là con ngươi của mắt mình. Trong những hòa ước ký kết với các chính phủ, ông luôn buộc các chính phủ phải tôn trọng các đoàn Công giáo tiến hành.
Ngay từ thông điệp đầu tiên là Ubi arcano Dei (Nước Chúa Ki-tô trong lĩnh vực xã hội) ngày 23 tháng 12 năm 1922, ông muốn: "xây dựng một cộng đoàn Kitô hữu mới, khước từ những hình thức thể chế của chế độ cũ, cố gắng tái tạo những hình thức thể chế trong lòng xã hội hiện đại và chỉ một giáo hội Công giáo được Thiên Chúa lập ra, giải thích các chân lý mặc khải, mới có khả năng thăng tiến cộng đoàn đó". Ông khích lệ việc tông đồ giáo dân và đặt nền tảng cho hoạt động mà sau này đã trở thành phong trào Công giáo tiến hành.
Ông vốn tự nhận là Giáo hoàng Công giáo Tiến Hành, lại đề cao hướng chuyên biệt hóa theo từng thành phần. Khi lập nhóm Công giáo tiến hành ở Ý (1922) ông chia thành bốn ngành nam, nữ, thanh nam, thanh nữ. Trong thông điệp này, ông cũng đưa ra khẩu hiệu "Hòa bình Chúa Ki-tô trong nước Chúa Ki-tô" (Pax Christi in Regno Christi) làm mục tiêu hoạt động của triều đại ông đồng thời cũng cố gắng giải quyết sự mâu thuẫn về mặt thần học giữa "nước Trời" và "nước hiện thực".
Trong một văn thư ngày 29 tháng 4 năm 1922 gửi hội nghị Genova (Ý), Giáo hoàng yêu cầu các quốc gia cố gắng thực hiện hòa bình và kêu gọi cứu trợ nước Nga Xô Viết đang lâm nạn đói sau nhiều năm chiến tranh (1914 - 1921).
Trong diễn từ ngày 20 tháng 12 năm 1926, Giáo hoàng Piô XI nói: 
| “ | Người Công giáo không được tham gia bất cứ cách nào vào những tổ chức trường phái đặt quyền lợi đảng phái lên trên tôn giáo... Không được phép nâng đỡ, khuyến khích và đọc những tờ báo mà các bài viết tách rời khỏi tín lý và luân lý chúng ta. | ” |

### Năm thánh
Năm Thánh 1925 thời Giáo hoàng Piô XI có thể gọi là "Năm Thánh Hoà Bình" để nói đến bầu khí an lành giữa Giáo hội và Quốc gia Ý. Năm Thánh 1925 cũng có tính cách truyền giáo. Năm Thánh này còn chứng kiến việc tôn phong hiển thánh của Thánh Têrêsa Hài đồng Giêsu, Thánh Gioan Vianney, và Thánh Gioan Ơđê. Có khoảng 500.000 người đến Rôma năm này.
Trong cương vị là Giáo hoàng ông trở về với truyền thống cổ xưa, bị gián đoạn từ thời Giáo hoàng Piô IX, là ban phép lành cho dân chúng Rôma và thế giới từ ban công của Đền Thánh Phêrô.
Ông đã công bố mở năm thánh 1933. Đây là một Năm Thánh ngoại lệ. Vào ngày 24 tháng 12 năm 1932, ông làm mọi người ngạc nhiên khi ông công bố mở Năm Thánh ngoại lệ vào năm 1933 gọi là Năm Thánh Cứu Độ để kỷ niệm Chúa Giêsu chịu chết cho nhân loại hầu đem ơn cứu rỗi cách 1900 năm về trước. Có vài thay đổi trong Nghi thức phụng vụ của Năm Thánh này, như việc mở Cửa Thánh được ấn định vào Chúa nhật Lễ Lá chứ không phải vào Đêm Vọng Giáng Sinh, và việc đóng Cửa Thánh vào Thứ Hai tuần Thánh năm sau.

### Đại kết Kitô giáo
Vấn đề đại kết Kitô giáo, từ 1890 cha Portal dòng Lagiarist cổ động cho việc hợp nhất với Anh giáo. Sau khi Rôma tuyên bố việc phong chức của Anh giáo vô hiệu (1896) và dù bị kết án năm 1908, ông vẫn nỗ lực cổ vũ cho việc hiệp nhất này.
Trong thông điệp năm 1923 nhân dịp 300 năm kỷ niệm thánh Josaphat tử đạo, ông đã mời gọi các anh em riêng biệt của giáo hội Đông phương bỏ thiên kiến cũ đi. Ông cũng khuyên các giáo dân sưu tầm các vấn đề có liên quan đến giáo hội Đông phương và mở rộng trường cận đông thành một đại học đường. Trong một dịp, ông nói: "Cha chúc phúc lành cho hết mọi người bên Đông cả những người không muốn vào đoàn chiên cha. Cha không bao giờ quên họ. Cha hằng cầu nguyện cho họ".
Năm 1922, ông gửi thư cho Hội nghị quốc tế họp ở Gênes xin xem xét đến vấn đề tự do tôn giáo ở Nga và yêu cầu các chính phủ trả lại các nhà thờ của người Công giáo và Chính thống. Ông cũng trực tiếp thỉnh cầu chính phủ Nga giải phóng vị Tổng Giám mục Chính thống Tikhom, lập một cơ quan lo việc từ thiện giúp đỡ người dân Nga, tu bổ lại nhà dòng của người Hy Lạp ở Grotia-ferrata.
Từ năm 1921 đến năm 1925, hồng y Mercier đứng ra Tổ chức nhiều cuộc gặp gỡ với Anh giáo tại Malines. Giáo hoàng Piô XI năm 1928 trong Thông điệp "Mortalium Animos" mong muốn những Kitô hữu ngoài công giáo Rôma trở về trong vòng giáo hội nhưng lại cấm người tín hữu tham gia các phong trào Tin Lành vì sợ những thay đồi về "chân lý mạc khải". Tuy nhiên, trong Giáo hội, phong trào đại kết thiêng liêng qua việc cầu nguyện vẫn được cổ động tích cực.

### Vấn đề Rôma
Khi những người Ý, do sự thúc đẩy của các vua miền Piémont và vài tướng lãnh đánh thuê, vào thế kỷ XIX, đã thống nhất Bán Đảo (1861), thì vấn đề các Quốc gia Giáo hoàng và Rôma được đặt ra một cách gay gắt trước toàn thể thế giới. Giải pháp bằng vũ lực (các toán quân Ý chiếm Rôma) không bao giờ được chấp nhận bởi các Giáo hoàng Piô IX, Lêô XIII, Piô X và Biển Đức XV. Những vị Giáo hoàng này từ chối công nhận Bộ luật Ý về những Bảo đảm (Loi des Garanties), và tự xem mình là những tù nhân ở Vatican.
Năm 1922, Benito Mussolini đứng đầu chủ nghĩa phát xít tiếp thu nước Ý. Biết rằng cần có sự hỗ trợ của Giáo hội Công giáo ở Ý, vào năm 1929 Mussolini đã ký một thỏa ước với Giáo hoàng Piô XI, đem lại sự hòa bình giữa Giáo hội và chính quyền, nhưng chỉ sau khi ông giao quyền kiểm soát các lãnh địa của Giáo hoàng cho Mussolini.
Sau hai năm rưỡi thương thuyết, Hiệp ước Latêranô được ký ngày 11 tháng 2 năm 1929 giữa Giáo hoàng Piô XI và vua nước Ý là Victor-Emmanuel III đã chấm dứt mọi mâu thuẫn giữa Vatican và Quirinal đã kéo dài trên 60 năm. Hiệp ước công nhận quyền tuyệt đối của Giáo hoàng trong quốc gia Vatican, tuyên bố quyền bất khả xâm phạm của ông, cũng như quyền ngoại giao với các nước khác. Hòa ước cũng nhìn nhận Vương quốc Ý (1861 - 1946) dưới triều đại dòng họ Savoie, đóng đô ở Roma.
Quốc gia Vatican nằm gọn trên đồi Vatican với diện tích 440.00m2. Lãnh thổ Vatican còn bao gồm ba vương cung thánh đường Thánh Gioan Latran, Đức Bà Cả, thánh Phaolô ngoại thành, cùng các công sở, dinh thự của Tòa thành trong thành phố Roma, biệt thự Castel Gandolfo (cách Roma 30 km), viện Bác cổ. Quyền quản trị các hang toại đạo cũng thuộc Tòa thánh. Cùng với Hiệp ước Latêranô còn có một hiệp ước khác với Vương quốc Ý.
Hiệp ước này xác nhận Công giáo là quốc giáo ở Ý, các Giám mục có mọi quyền tự do trong lãnh vực tôn giáo, Quốc gia tôn trong luật hôn nhân Công giáo, bảo vệ các tu viện và các trường Công giáo - nhưng cấm các tu sĩ dòng triều tham gia hoặc ủng hộ một đảng phái chính trị - đồng thời bãi bỏ các đạo luật chống Giáo hội.

### Đương đầu với chủ nghĩa phát xít
Ngoài Hoà ước Latêranô, Giáo hoàng Piô XI cũng đã ký 20 thỏa ước (Accords) với các nước châu Âu khác. Thay mặt cho Giáo hội Công giáo, ông từ chối hỗ trợ chính phủ phát xít, và đổi lại, chỉ chấp nhận sự độc lập và an toàn trong Thánh đô Vatican.
Năm 1931, Giáo hoàng Piô XI ban hành thông điệp "Chúng tôi không cần" (Non abbiamo bisigno, 29-6), chống những lạm dụng của chủ nghĩa phát xít Ý. Vào năm 1933, ông còn phải ký kết một thỏa ước khác với Adolf Hitler - tân lãnh tụ Đức Quốc xã. Một lần nữa, Giáo hoàng từ chối bất cứ vai trò chính trị nào của Giáo hội Công giáo trong chế độ Hitler và chỉ tìm cách đảm bảo sự tự do và quyền lợi trọn vẹn của người Công giáo ở Đức.
Trước khi chữ ký ráo mực, Hitler bắt đầu đàn áp Giáo hội Công giáo và khởi sự chính sách tàn sát Do Thái. Cuối cùng, ngày 14 tháng 3 năm 1937, với thông điệp Mit brennender Sorge ("Với nỗi lo âu hồi hộp"), ông đã công khai nói về tình trạng của Giáo hội trong Đế chế Đức thứ ba (Reich Allmand), ông kết án chủ nghĩa độc chủng, việc bài Do Thái và thần thánh hóa Hitler. Thông điệp này đặc biệt lên án chủ nghĩa quốc xã (nazisme) và phân biệt chủng tộc.
Ngày 6 tháng 9 năm 1938, lấy lại lập trường chống luật bài Do Thái của Ý, ông tuyên bố với một nhóm người hành hương Bỉ câu danh tiếng này:
| “                   | Thông qua Chúa Kitô và trong Đức Kitô, chúng tôi là những hậu duệ tinh thần của Abraham. Về mặt thiêng liêng, chúng ta, những Kitô hữu đều là những người Xê-mít. | ” |
| — Giáo hoàng Piô XI | |   |

Ông cũng ra lệnh cho các trường đại học Công giáo tổ chức giảng dạy chống chủ nghĩa bài Do Thái và chủ nghĩa đề cao 1 chủng tộc. Trong tình hình các đảng phát xít đang nắm quyền và đang mạnh tại châu Âu lúc đó, việc ông lên tiếng bênh vực người Do Thái (đang bị áp bức) và chống lại phát xít là một hành động dũng cảm.

### Chống cộng sản và lên án chiến tranh
Ngoài là người chống chủ nghĩa phát xít, ông cũng là người chống chủ nghĩa Cộng sản. Ngày 19 tháng 3 năm 1931, Ông ban hành Tông thư Thiên Chúa cứu chuộc (Divini Redemptoris). Đây được coi là nền tảng học thuyết bác bỏ chủ nghĩa Cộng sản. Sự phân tích về chủ nghĩa Cộng sản của Giáo hoàng Piô XI đã cung cấp cơ sở lý luận cho khuynh hướng chống Cộng sản của học thuyết chính trị - xã hội này của Tòa thánh mãi đến tận những năm trước công đồng Vatican II.
Trong đó, ông đã trách các nhà lãnh đạo các nước tư bản Âu-Mỹ: 
| “                   | Nếu các vị lãnh đạo các nước đã không coi rẻ những lời dạy và cảnh giác đầy tình nghĩa mẫu tử của Giáo hội thì làm gì có Chủ nghĩa xã hội và cộng sản. Nhưng họ lại muốn dựa trên các nền móng của chủ nghĩa tự do và tục hóa để xây dựng những cơ cấu xã hội khác, xem ra tưởng chừng hùng mạnh, vững chắc lắm, nhưng chẳng bao lâu mới thấy cái cơ cấu đó không có nền tảng vững chắc, chúng sụp đổ liên tục một cách thảm hại, như số phận của bất cứ cơ cấu nào không dựa vào hòn đá góc tường duy nhất là Chúa Giêsu Ky-tô. | ” |
| — Giáo hoàng Piô XI | |   |

Sau khi viết chín văn kiện chính thức về hiểm họa của chủ thuyết cộng sản. Ngày 19 tháng 3, Lễ thánh Giuse thợ năm 1937, Giáo hoàng Piô XI nghiêm khắc lên án cộng sản vô thần trong thông điệp Divini Redemptoris (chỉ vài ngày là sau thông điệp Mit brennender Sorge). Trong đó đánh giá chủ nghĩa Cộng sản không thể dung nạp với văn minh Kitô giáo. Trong thông điệp này ông cũng công khai lên án chiến tranh:
| “                   | Người ta không thể nói rằng như thế là những hiện tượng thoáng qua thường đi kèm theo mọi cuộc cách mạng lớn, những điều quá đáng tách biệt với sự nguy kịch xảy ra trong tất cả mọi chiến tranh là những kết quả tự nhiên của một hệ thống hoàn toàn không có phanh hãm bên trong. | ” |
| — Giáo hoàng Piô XI | |   |

Ngay từ năm 1922 khi mới lên ngôi Giáo hoàng ông đã tìm cách hòa giải giữa các đảng phái ở nước Ý. Tại Hội nghị quốc tế bàn về phí tổn của Chiến tranh thế giới lần thứ nhất ở Genes, ông đã gửi thư cho Giám mục bày tỏ ý kiến về vấn đề này. Ông khuyên các nước thắng trận không nên đòi hỏi bồi thường, bóc lột quá đáng đối với các nước bại trận: "Không hòa giải lòng người thì hòa ước mà làm gì? Bó buộc quá, người ta sẽ phẫn bức mà xé tan hòa ước khi nào có thể".
Ông cũng can thiệp vào những xung đột ở Cận Đông qua những công văn gửi cho Mustapha. Đối với các cuộc chiến tranh của Ý, người ta vẫn cho rằng ông đã im lặng không lên tiếng. Tuy nhiên ngay trong bài diễn thuyết đọc ngày nhận án Phúc lộc de Jacobis, ông đã tỏ ý tới chính phủ Ý sẽ không làm gì trái với chân lý, công bình và đức bác ái. Năm 1935, ông công khai công kích và cho rằng chiến tranh chỉ có tính chất xâm lược. Piô XI cũng yêu cầu các vị sứ thần hết sức ngăn cản chiến tranh lan rộng.

### Các thông điệp
Thông điệp Quadragesimo Anno (tứ thập niên) ngày 15 tháng 5 năm 1931 nhắc lại và xác định giáo lý xã hội của thông điệp Rerum Novarum của Giáo hoàng Lêô XIII, nhân dịp kỷ niệm 40 năm thông điệp này. Ông đã nới rộng những nhãn giới của thông điệp Tân sự, ông kêu gọi tái tổ chức trật tự xã hội và kinh tế theo tiêu chuẩn công bằng hợp lý.
Trong đó có đoạn: 
| “ | (...) Nơi một số người chai cứng lương tâm đến mức cho rằng với mọi phương tiện đều tốt nếu nó làm gia tăng lợi nhuận riêng... Chế độ kinh tế mới khởi từ giai đoạn chủ nghĩa duy lý tràn lan, đã tách rời khỏi luật đạo đức và phó mặc tự do cho tham vọng của con người... Vật chất bất động ra khỏi xưởng thợ được trau chuốt nên tốt đẹp, đang khi con người trong đó kiệt quệ và bị hủy diệt. Các chuyên viên trong lãnh vực Khoa Học Xã Hội lớn tiếng kêu mời lập lại trật tự trong sinh hoạt kinh tế sao cho hợp lý. Nhưng trật tự này rõ rệt là không hoàn chỉnh... nếu nó không thể hiện sự thống nhất kì diệu theo chương trình Thiên Chúa... Đó là trật tự hoàn bị mà Giáo hội không ngừng rao giảng và chính lý trí ngay thẳng đòi hỏi. | ” |

Giáo hoàng Piô XI đã "kiểm điểm" ý tưởng của Thông điệp Tân sự về hành động của Giáo hội trước tình trạng tập trung, nạn thất nghiệp, sự can thiệp của nhà nước, vai trò của công đoàn, quan hệ chủ - thợ, đặc tính cá nhân và xã hội của quyền tư hữu,... và khẳng định thẩm quyền thiêng liêng của Giáo hội khi tham gia giải quyết các mâu thuẫn kinh tế - xã hội nói trên. Như mọi giáo huấn Công giáo khác về xã hội, các giá trị của Chúa Giêsu Kitô và Phúc Âm được coi là tiêu chuẩn tối cao để thẩm định và phê phán các nguyên tắc và hệ thống kinh tế và chính trị. Phong trào Công giáo Tiến Hành tiếp tục được khích lệ như một phương cách để thấm nhập giá trị phúc âm vào thế giới. Giáo hoàng tiếp tục nhấn mạnh rằng "con đường duy nhất để có hòa bình và hạnh phúc là qua sự trị vì của Đức Kitô, Vua của tất cả nhân loại".
Về việc thánh hóa môi trường, Giáo hoàng Piô XI nói:
| “                   | (...) Để đưa trọn vẹn những giai cấp khác nhau này về với Chúa Kitô, cần phải chọn lựa và huấn luyện ngay trong lòng những giai cấp này các trợ tá cho việc mục vụ Giáo hội, những trợ tá hiểu được giai cấp mình, biết những khát vọng và biết nói vào tâm hồn họ trong tinh thần bác ái, dịu hiền và huynh đệ. Những tông đồ đầu tiên và trực tiếp của công nhân phải là những công nhân, những tông đồ của thế giới kỹ nghệ và thương mại phải là những người xuất thân từ môi trường này. | ” |
| — Giáo hoàng Piô XI | |   |

Thông điệp Diviniillius magistri khuyến khích việc giáo dục Kitô giáo, Casti connubi (1930) nhắc lại lý tưởng tôn giáo của hôn nhân và xác định rõ ràng mối quan hệ vợ chồng.

## Qua đời

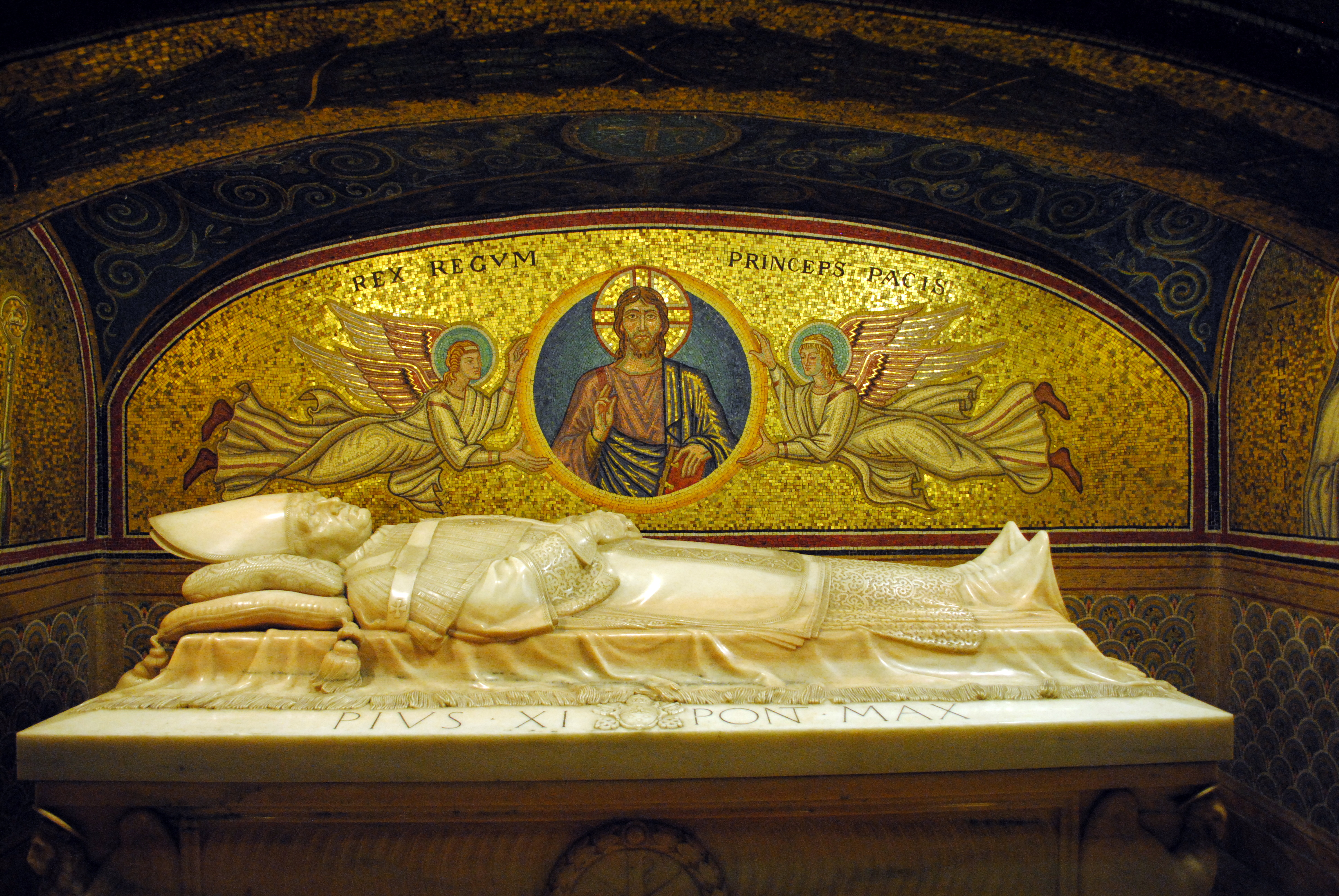
Quách của Giáo hoàng Piô XI.

Năm 1939, Giáo hoàng Piô XI qua đời sau khi đã cố gắng vô ích để cứu vãn hòa bình chống lại những mưu toan bành trướng của chủ nghĩa quốc xã.
Ông đã tiến hành một số lễ phong thánh trong đó có thánh Bernađét Subiru, Gioan Boscô, Têrêsa Lisieux và Gioan Viannê. Ông cũng nêu tên bốn tiến sĩ mới của giáo hội: Phêrô Canisiô, Gioan Thánh giá, Rôbertô Bellarmin và Albertô Cả.

## Xem thêm

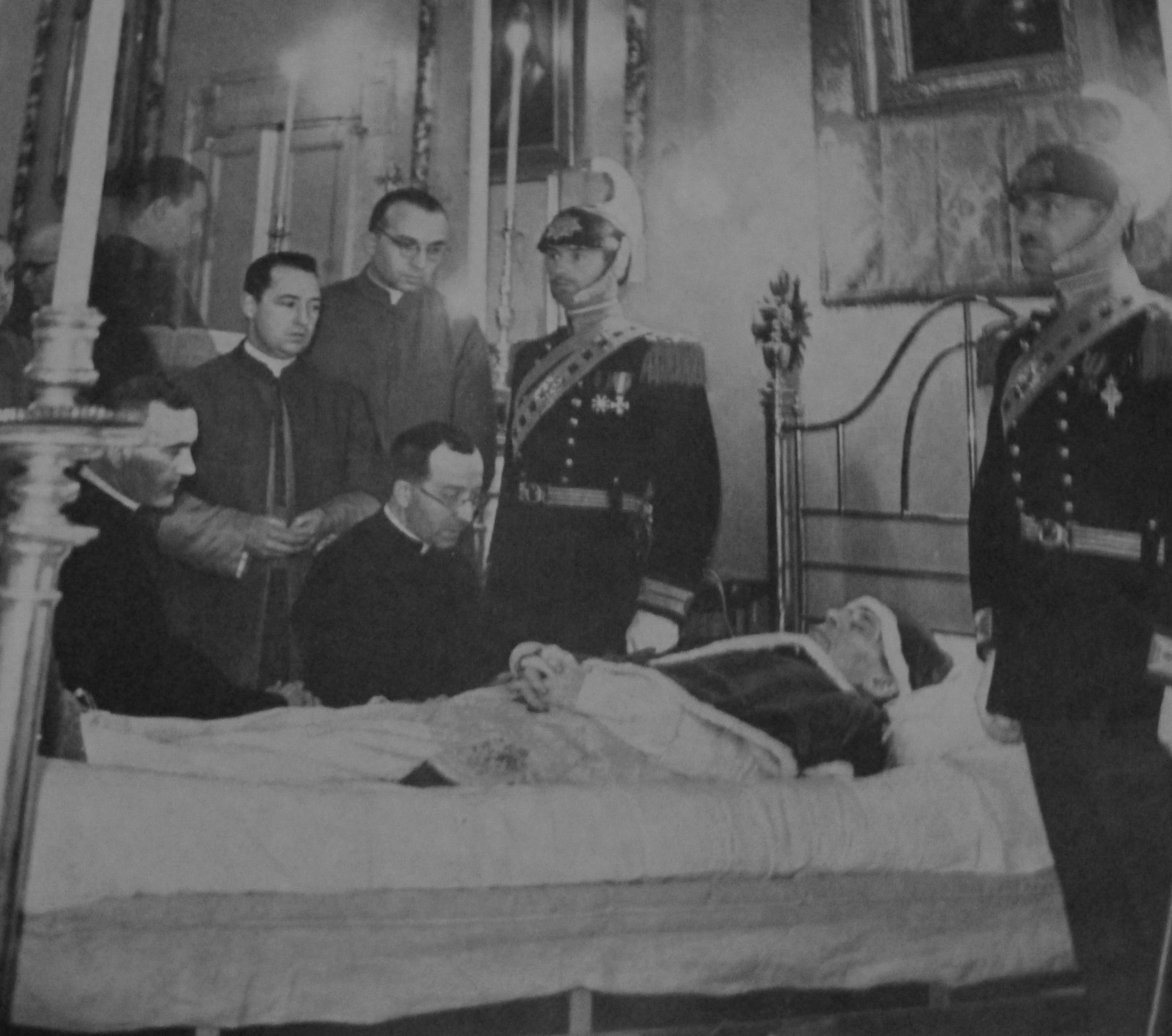